# Belaa
Belaa (em árabe: بلاعة) é uma comuna localizada na província de Sétif, Argélia. Sua população estimada em 2008 era de 14 666 habitantes.